# Josef Vogel (Politiker)
Josef Vogel (* 1. September 1893 in Harmerz; † 22. Januar 1982) war ein deutscher Politiker (CDU) und Abgeordneter des Hessischen Landtags.

## Leben
Josef Vogel arbeitete nach dem Besuch von Volks- und Berufsschule als selbständiger Landwirt in Harmerz.
Er war Mitglied der CDU in seinem Heimatort und war Kreisvorsitzender seiner Partei. Er amtierte von 1948 bis 1964 als ehrenamtlicher Bürgermeister der Gemeinde Harmerz. 1950 bis 1952 war er Mitglied des Kreistages des Landkreises Fulda. Von 1952 bis 1964 amtierte er als Erster Kreisbeigeordneter des Landkreises Fulda.
Zwischen dem 1. Dezember 1954 und dem 30. November 1962 war er Mitglied des hessischen Landtags. 1959 nahm er als Mitglied an der 3. Bundesversammlung teil. 
Josef Vogel war 1947 Mitbegründer, 1949 bis 1970 Vorsitzender und ab 1970 Ehrenvorsitzender des Kreisbauernverbandes Fulda e.V. sowie Mitglied der Hauptversammlung der Land- und Forstwirtschaftskammer Kurhessen.

## Familie
Josef Vogel heiratete am 14. Mai 1923 seine Frau Paula geb. Krönung. Aus der Ehe gingen vier Töchter und ein Sohn vor. Zuerst kam Tochter Klara am 15. März 1924 zur Welt, am 19. Juni 1925 folgten die Zwillinge Hildegard und Aloysia. Der einzige Sohn Alfons wurde am 17. Oktober 1929 geboren und am 19. September 1933 kam Hedwig zur Welt.